# دانیلا برندل
دانیلا برندل (آلمانی: Daniela Brendel؛ زادهٔ ۲۹ سپتامبر ۱۹۷۳) شناگر اهل آلمان است.